# Bucătăria iraniană

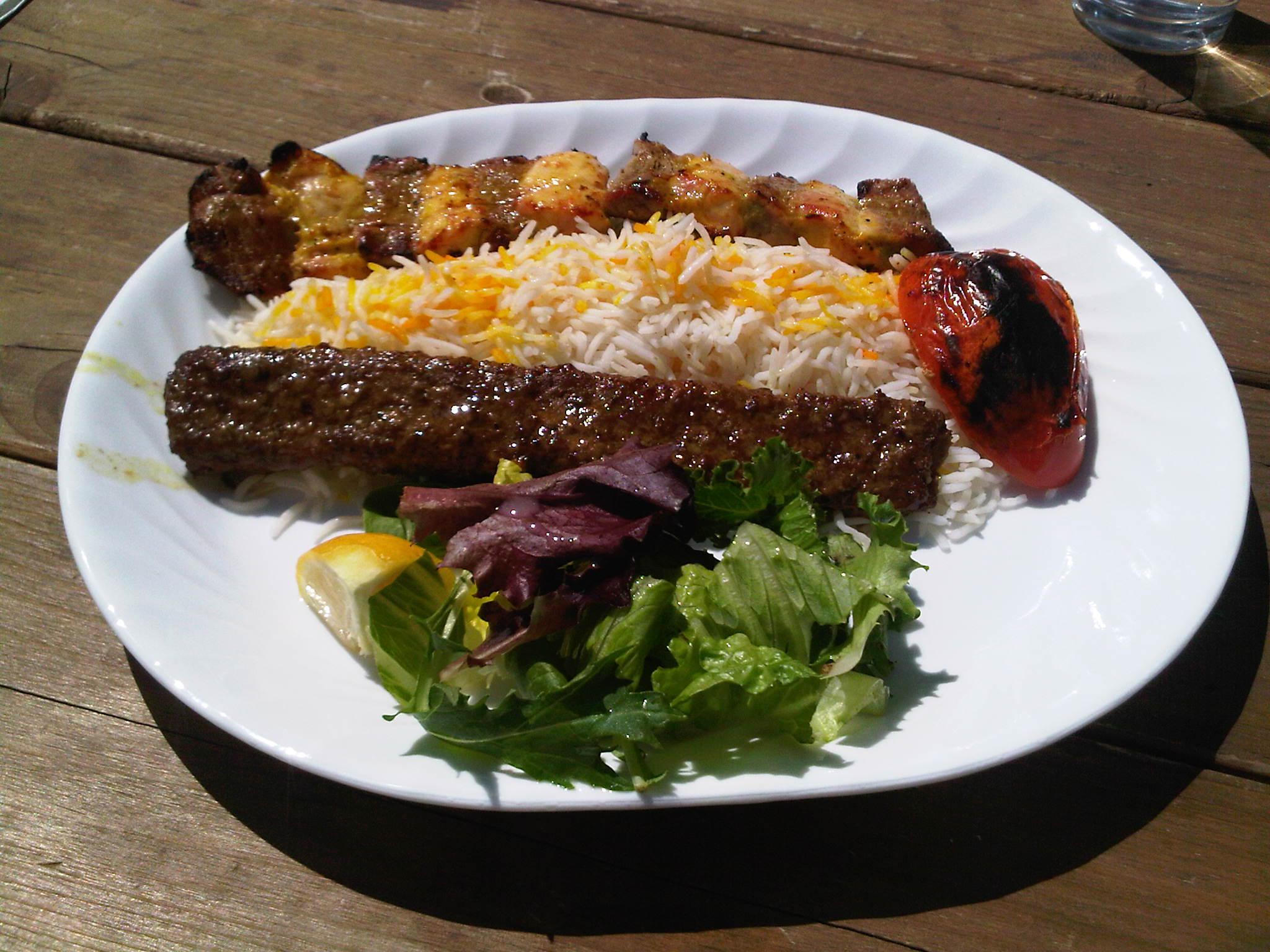
Chelow kebab Bakhtyari

Bucătăria iraniană ( persană : آشپزی ایرانی āšpazi-e iranī ) cuprinde tradițiile culinare din Iran. Termenul bucătărie persană este folosit și datorită faptului că Iranul este cunoscut istoric ca Persia în Occident, chiar dacă etnicii persani sunt doar unul dintre grupurile etnice native ale Iranului care au contribuit la cultura culinară.
Cultura culinară a Iranului a influența istoric bucătăriile din regiunile învecinate, inclusiv bucătăria caucaziană, bucătăria turcească, bucătăria levantină, bucătăria greacă, bucătăria din Asia Centrală și bucătăria rusă. Prin intermediul diferitelor sultanate musulmane persanizate și Dinastia mongolă din Asia Centrală, caracteristici ale bucătăriei iraniene au fost de asemenea adoptate în bucătăriile din India și Pakistan.
Mâncărurile principale iraniene tipice sunt combinații de orez cu carne, legume, nuci și semințe. Ierburile sunt frecvent utilizate, împreună cu fructe precum prune, rodii, gutui, caise și stafide . Arome iraniene caracteristice, cum ar fi șofranul, lămâia uscată, scorțișoară, curcuma și pătrunjel sunt amestecate și utilizate în diferite feluri de mâncare.
În afara Iranului, bucătăria iraniană se regăsește în special în orașe din diaspora iraniană, cum ar fi Londra, zona golfului San Francisco, Toronto, Houston și în special Los Angeles și împrejurimile sale .

## Alimente de bază

### Orez
Utilizarea orezului, la început o specialitate a bucătăriei de curte a Imperiului Safavid, a evoluat până la sfârșitul secolului al XVI-lea d.Hr., într-o ramură majoră a bucătăriei iraniene. În mod tradițional, orezul era cel mai răspândit ca element de bază  în nordul Iranului și în casele celor bogați, în timp ce pâinea era elementul de bază dominant în restul țării.
Soiurile de orez din Iran includ gerde, domsia (care înseamnă literalmente coadă neagră, deoarece este negru la un capăt), champa, doodi (orez afumat), Lenjan (din districtul Lenjan ), Tarom (din districtul Tarom ), anbarbu și altele.
Tabelul următor include trei metode principale de gătit orez în Iran.
| Metodă                           | Descriere |
| -------------------------------- | --- |
| <i id="mwcQ">Polow</i> și chelow | Chelow este orez simplu servit împreună cu o mâncare cu sos sau cu kebab, în timp ce polow este orez amestecat cu altceva. Sunt, totuși, gătite în același mod. Orezul se prepară prin înmuiere în apă sărată și apoi fierbere. Orezul fiert (numit chelow) este scurs și turnat din nou în oală pentru a fi lăsat la abur. Această metodă are ca rezultat un orez foarte pufos, cu boabele de orez separate și nelipicioase. O crustă aurie numită tadig, este creată în partea de jos a vasului folosind un strat subțire de pâine sau felii de cartofi. Adesea, tadigul este servit simplu cu doar o crustă de orez. Carnea, legumele, nucile și fructele sunt uneori adăugate în straturi sau amestecate cu chelow și apoi lăsate la abur. Chelow-ul se pune în oală, și se reduce flacăra; o cârpă groasă sau un prosop este plasat sub capacul oalei pentru a absorbi excesul de abur. |
| Kateh                            | Orez care este gătit până când apa este absorbită complet. Este preparatul tradițional al provinciei Gilan . |
| Dami                             | Orez care este gătit aproape la fel ca și kateh, doar că, la început, se adaugă ingrediente care pot fi gătite bine cu orezul (cum ar fi boabele și fasolea). În timp ce faceți kateh, căldura este redusă la un nivel minim până când orezul și alte ingrediente sunt aproape gătite. Dacă sunt păstrate suficient de mult timp pe aragaz, fără a arde și a fierbe prea mult, dami și kateh pot produce, de asemenea, tadig. O formă specială de dami este tachin, care este un amestec de iaurt, pui (sau miel) și orez, plus șofran și gălbenușuri de ou. |

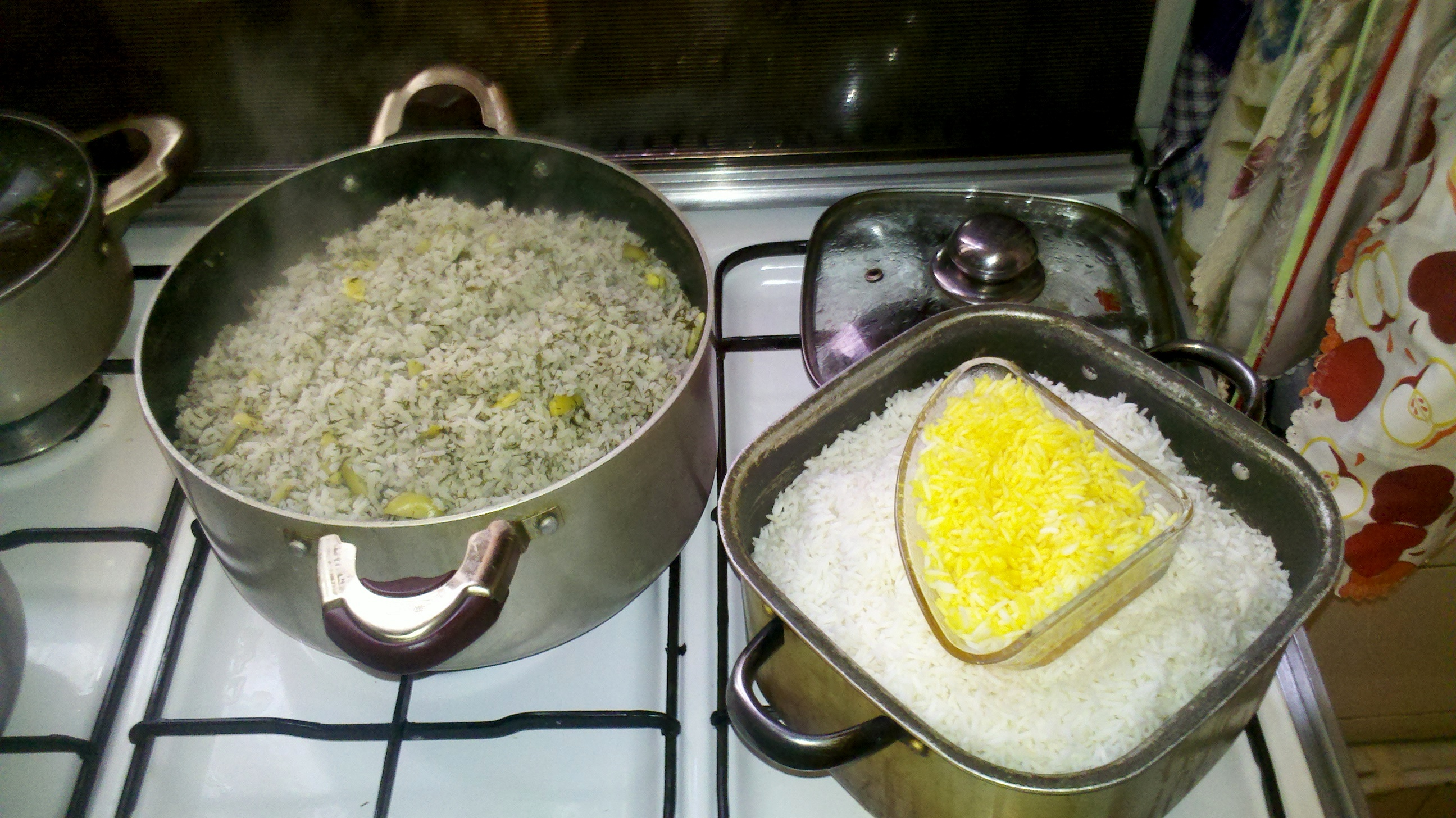
Orez gătit în stil iranian
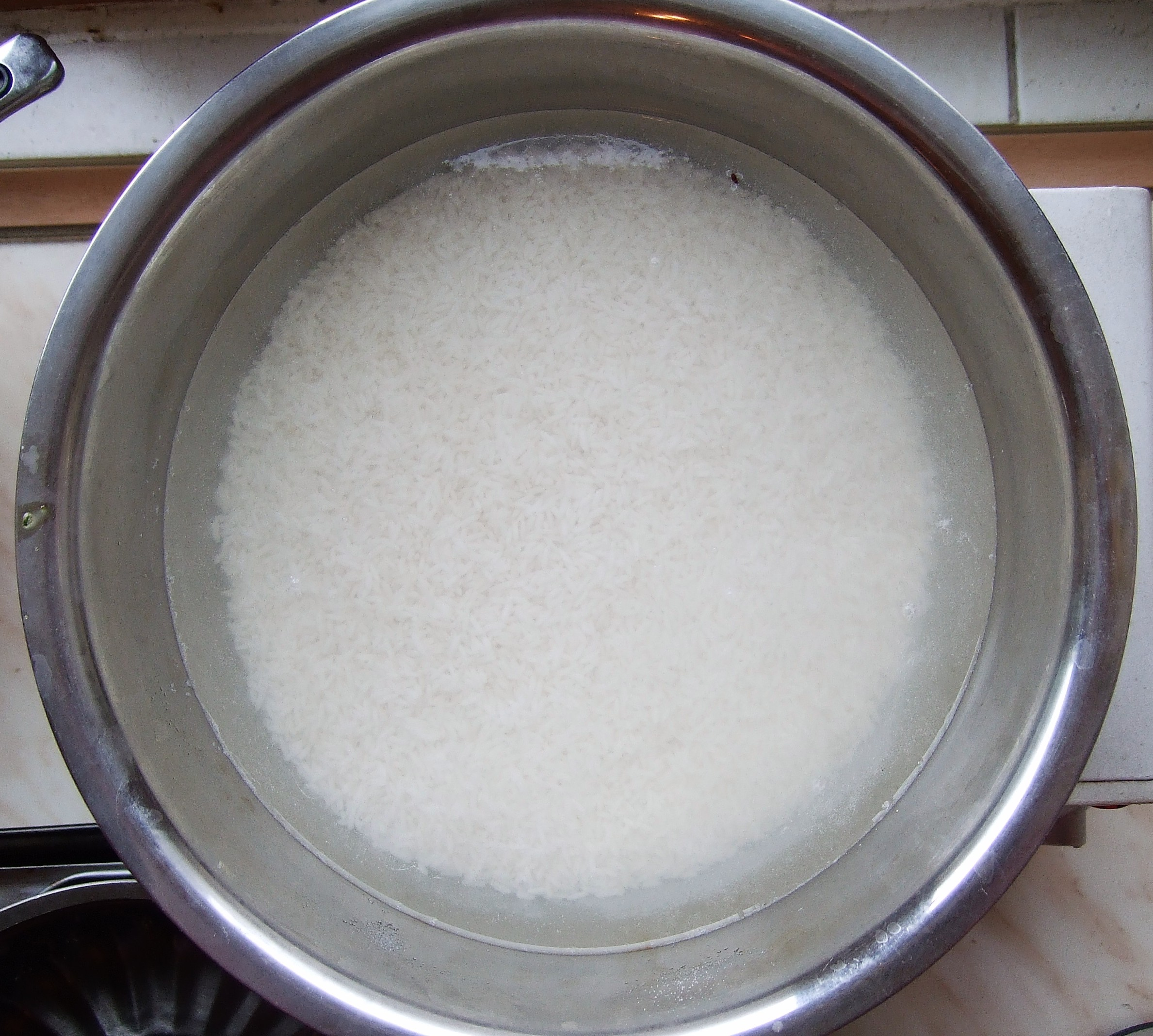
Înmuierea orezului într-o oală
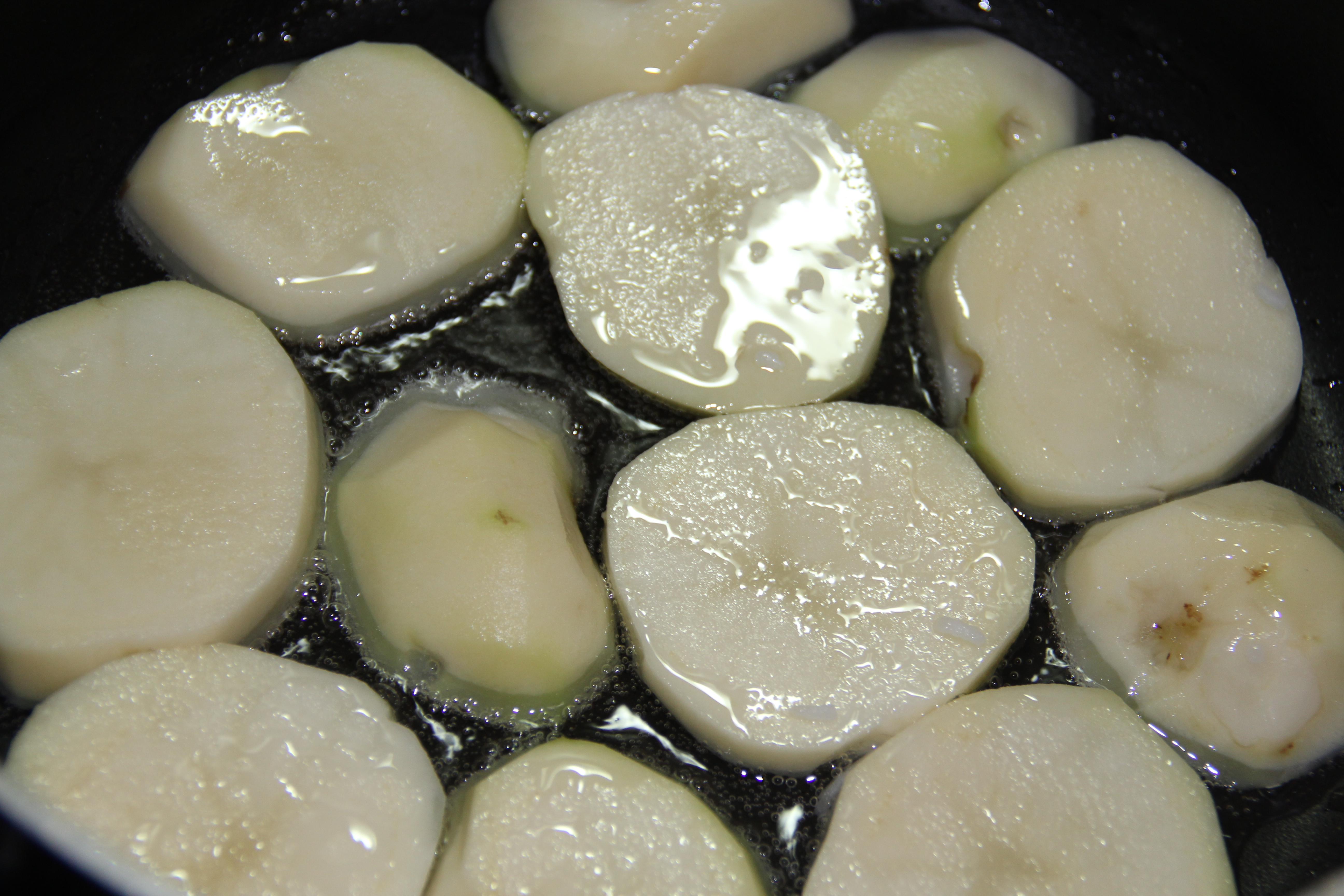
Folosirea cartofilor ca tadig în prepararea orezului în stil chelow
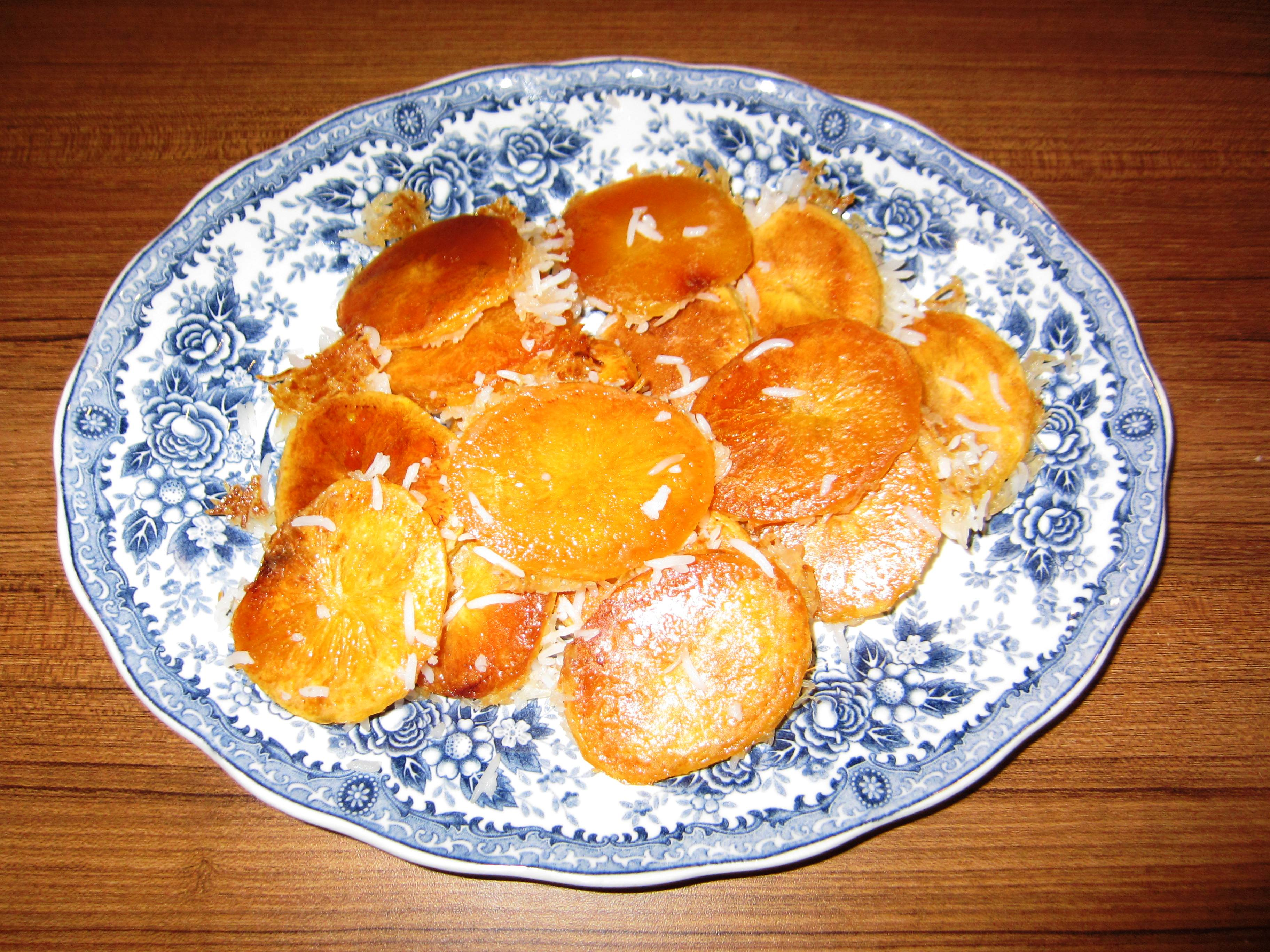
Tadig de cartofi
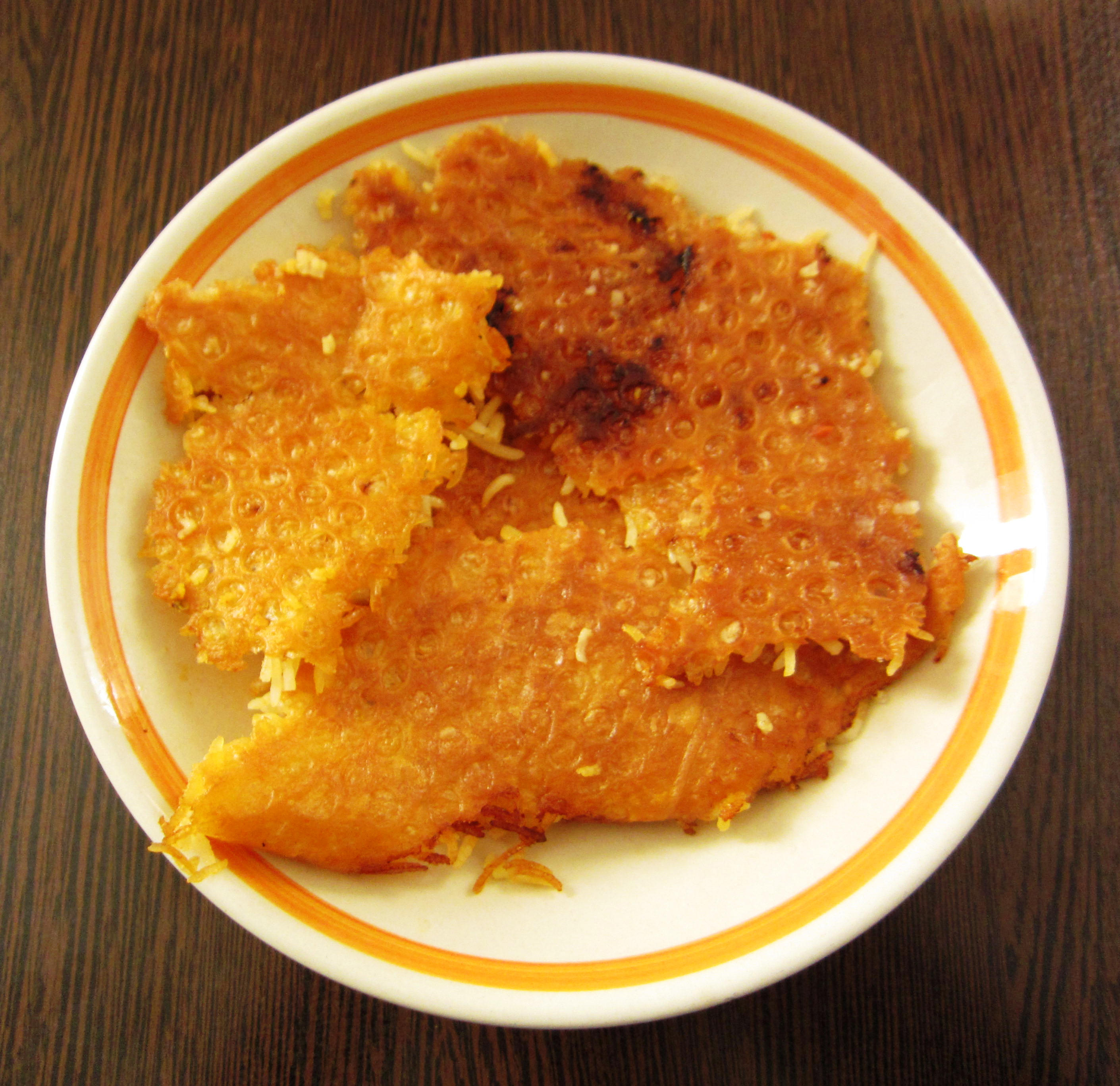
Tadig de pâine tip Lavaș

### Pâine
Următorul tabel arată mai multe forme de pâine plată și pâine de patiserie, utilizate în mod obișnuit în bucătăria iraniană.
| Lavash : Subțire, fulgi și rotunde sau ovale. Este cea mai comună pâine din Iran și Caucaz. | Sangak: pâine plană dospită simplă, dreptunghiulară sau triunghiulară, care este coaptă cu piatră. | Taftun: pâine plată subțire, moale și rotundă, dospită, care este mai groasă decât lavash.                |
| Pâine Tanur : Pâine dospită coaptă într-un cuptor numit tanur .                             | Pâine Qandi: O pâine dulce, uneori asemănătoare unui brichetă și alteori plată și uscată.          | Barbari : pâine plată groasă și ovală; cunoscut și sub numele de Tabrizi, referindu-se la orașul Tabriz . |
| Baghetă : O pâine franceză lungă și îngustă, de obicei umplută cu cârnați și legume.        | Sheermal ("lapte-frecat"): O pâine dulce de patiserie, cunoscută și sub numele de nan-e gisou      | Komaj: O pâine dulce cu curcuma și chimen, asemănătoare cu nan e gisu.                                    |

### Fructe si legume
În agricultura din Iran se produc multe fructe și legume. Astfel, un bol cu fructe proaspete este obișnuit pe mesele iraniene, iar legumele sunt de nelipsit în majoritatea mâncărurilor. Acestea nu sunt doar savurate proaspete și coapte ca deserturi, ci sunt, de asemenea, combinate cu carne și formează garnituri ale felurilor principale. Atunci când nu sunt disponibile fructe proaspete, se folosește în schimb o mare varietate de fructe uscate, cum ar fi curmale, smochine , caise și piersici. Sudul Iranului este unul dintre cei mai mari producători de curmale din lume, unde sunt cultivate unele soiuri speciale, cum ar fi curmale Bam.
Legumele precum dovleceii, spanacul, fasolea verde, fasolea boabe, soiuri de dovleac, ceapă, usturoi și morcov sunt utilizate în mod obișnuit în preparatele iraniene. Roșiile, castraveții și ceapa verde însoțesc adesea o masă. În timp ce vinetele sunt „cartoful Iranului”,  iranienii sunt pasionați de salatele proaspete de culoare verde, asezonate cu ulei de măsline, suc de lămâie, sare, chili și usturoi .

## Condimente tipice

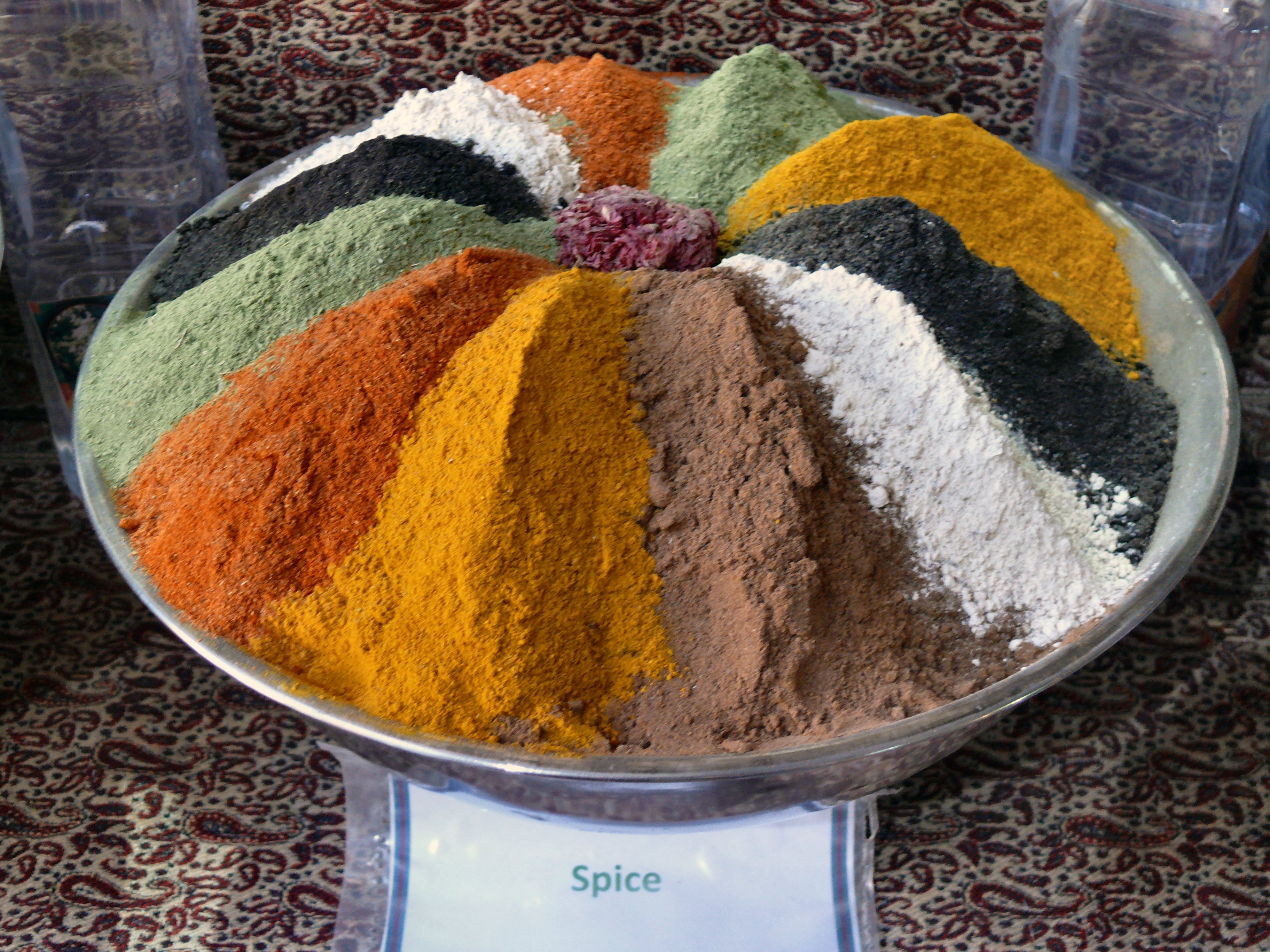
Un castron de condimente într-un magazin de la Bazarul Vakil din Shiraz

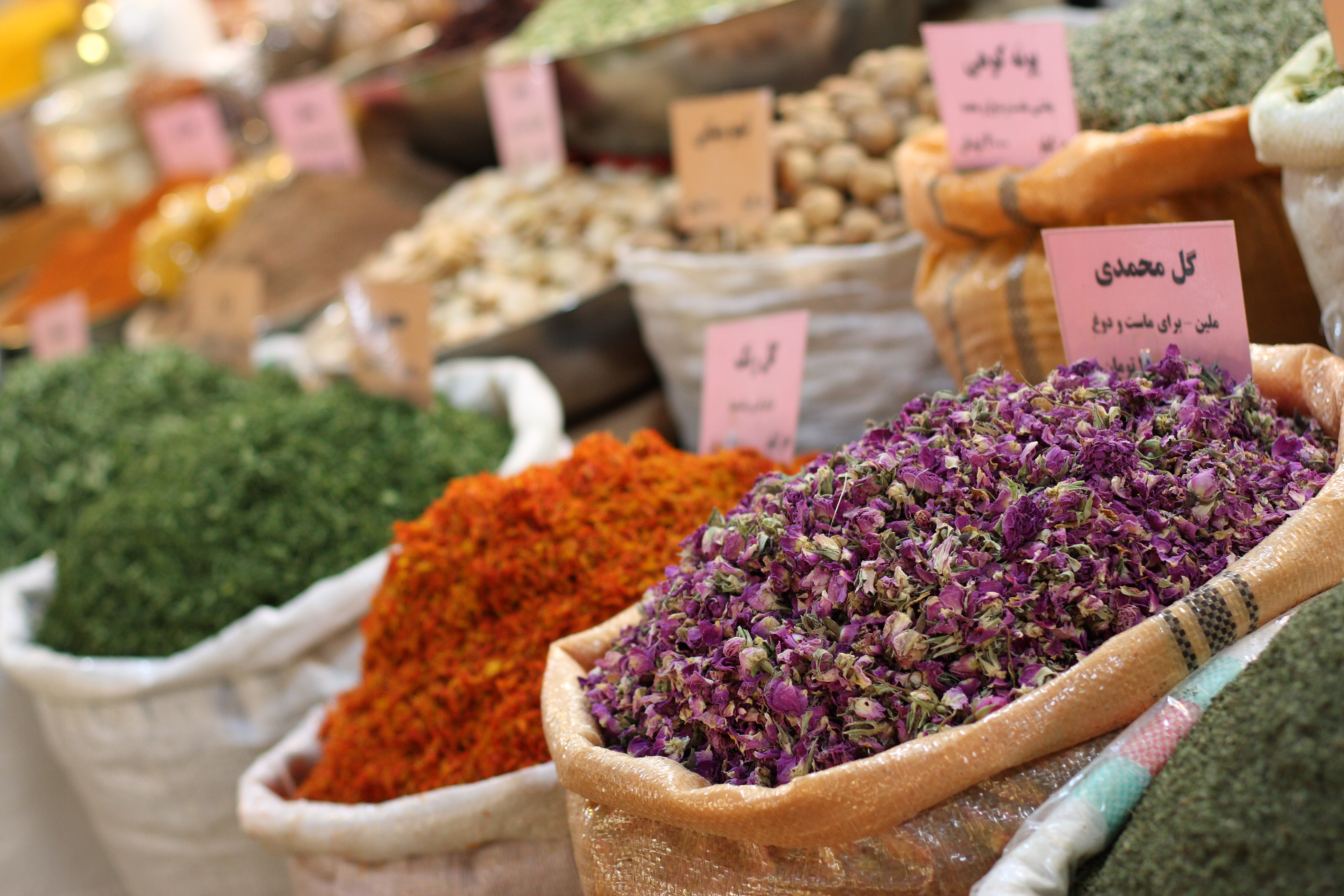
Un magazin de condimente la bazarul din Isfahan

Advieh sau chāshni se referă la o mare varietate de legume înțepătoare și fructe uscate care sunt folosite în bucătăria iraniană pentru aromatizarea alimentelor.
Unul dintre condimentele iraniene tradiționale și cele mai răspândite este șofranul, derivat din floarea Crocus sativus . Apa de trandafiri, o apă aromată făcută prin înmuierea petalelor de trandafir în apă, este, de asemenea, un ingredient tradițional și comun în multe feluri de mâncare iraniene.
Planta iraniană de crucea-pământului ( golpar ), care crește sălbatic în regiunile muntoase umede ale Iranului, este folosită ca și condiment în diferite supe și tocănițe iraniene. De asemenea, este amestecat cu oțet în care se scufundă fasolea înainte de a fi consumată.
Unele alte condimente obișnuite sunt cardamomul - obținut din semințele mai multor plante Elettaria și Amomum , shevid - o plantă anuală din familia de țelină Apiaceae, mahleb - un condiment aromat făcut din semințele de Prunus mahaleb și limu amani - lămâie verde uscată.
Există, de asemenea, mai multe combinații tradiționale de mirodenii, dintre care două sunt arde - fabricate din semințe de susan prăjite măcinate, și sosul delal - obținut din ierburi proaspete sărate bine, cum ar fi coriandrul și pătrunjelul.

## Feluri de mâncare și băuturi tipice
Bucătăria tipică iraniană include o mare varietate de feluri de mâncare, inclusiv mai multe forme de kebab, tocană, supă și feluri de pilaf, precum și diverse salate, deserturi, produse de patiserie și băuturi .

### Fel principal
În Iran, kebaburile sunt servite fie cu orez, fie cu pâine . Un fel de mâncare de orez alb chelow cu kebab se numește chelow kabab, care este considerat felul de mâncare național al Iranului. Orezul poate fi, de asemenea, preparat folosind metoda kateh și, prin urmare, felul de mâncare s-ar numi kateh kabab .
Următorul tabel arată mai multe tipuri de kebab din bucătăria iraniană.
| Kabab koobideh : Miel sau carne de vită la grătar, amestecat cu pătrunjel și ceapă .                                             | Juje kabab : Bucăți de pui la grătar; unul dintre cele mai comune feluri de mâncare din Iran. | Kabab barg : Miel, pui sau carne de vită la grătar și marinat.                                             |
| Kabab torsh : Kebab tradițional din Gilan și Mazenderan, marinat într-o pastă de nuci zdrobite, suc de rodie și ulei de măsline. | Kabab Bakhtyari: Amestec de file de miel (sau vițel) la grătar și piept de pui.               | Chenje: Cuburi de carne la frigărui și la grătar. Echivalent iranian al shish kebab .                      |
| Shashlik : O formă populară de shish kebab . În bucătăria iraniană, shashlik este de obicei sub formă de bucăți mari.            | Kabab tabei: Carne la grătar de casă, preparată pe tigaie.                                    | Bonab kabab : Un tip de kebab care este făcut din carne de vită măcinată, ceapă și sare din orașul Bonab . |

#### Tocană sau mâncăruri cu sos
Khoresh este o formă iraniană de mâncare cu sos sau tocană, care esteeste servită de obicei cu o garnitură de orez alb. Un khoresh constă de obicei din ierburi, fructe și bucăți de carne, aromate cu pastă de roșii, șofran și suc de rodie . Alt tip de tocană este dizi, care se servește cu pâineîn loc de orez.
Mai multe feluri de mâncare iraniene sunt listate în tabelul următor.
| Khoresh e bademjan : tocană de vinete cu roșii, Verjuice și șofran.      | Khoresh e fesenjan : tocană aromată cu sirop de rodie sau nuci măcinate. | Khoresh e qeyme : tocană cu mazăre despicată, cartofi prăjiți și var uscat . | Qorme sabzi : tocană cu ierburi precum praz, coriandru și schinduf uscat. |
| Khoresh e karafs: țelină și carne înăbușite.                             | Khoresh e alu: prune prăjite și carne.                                   | Khoresh e alu-esfenaj: Prune prăjite, spanac și carne.                       | Khoresh e havij: Morcovi și carne înăbușite.                              |
| Khoresh e qarch: tocană de ciuperci.                                     | Baqala qatoq : tocană Gilak cu fasole, mărar și ouă.                     | Dizi ( piti ): tocană de oaie cu naut și cartofi.                            | Kufte rize: tocăniță de chiftelă azeră și kurdă .                         |
| Gheimeh : tocană de oaie cu roșii, mazăre despicată, ceapă și var uscat. |                                                                          |                                                                              |                                                                           |

#### Supă și āsh
Există diferite forme de supă în bucătăria iraniană, inclusiv sup-e jow („ supă de orz ”), sup-e esfenaj („ supă de spanac ”), sup-e gharch („ supă de ciuperci ”) și mai multe forme de „supă groasă”. O supă groasă este denumită āsh în Iran, care este o formă tradițională iraniană de supă.
Următorul tabel arată supe și mâncăruri din bucătăria iraniană.
| Sup e morgh : supă de pui și tăiței.  | Sup e jow: Supă de orz.                                                                                          | Sirabi : supă de tripă; cunoscut și sub numele de sirab shirdun .                                                                       |
| Tarkhine : supă de cereale și iaurt.  | Gazane : supă de urzici.                                                                                         | Adasi : supa de linte. |
| Āsh e reshte : supă groasă de tăiței. | Āsh e anār : supă groasă de rodie.                                                                               | Āsh e doogh : supă groasă de zară. |
| Kalle Joosh : supă groasă Kashk.      | Bozbash : supă de carne cu fasole roșie sau albă, legume verzi, ierburi, ceapă și praz, tei uscat și condimente. | Shole: supă groasă cu carne, diferite leguminoase, bulgur de grâu, orez, nucșoară și alte condimente. Shole este originar din Mashhad . |

#### Polow și dami
În afară de mâncărurile de orez cu kebab sau tocană, există diverse feluri de mâncare iraniene pe bază de orez gătite în metodele tradiționale de polow și dami.
Polow este cuvântul persan pentru pilaf și este folosit și în alte limbi iraniene, în limba engleză poate avea variații de ortografie. O farfurie de polow include orez umplut cu bucăți de legume, fructe și fasole, de obicei însoțite fie de pui, fie de carne roșie. Mâncărurile Dami sunt similare cu polow, deoarece amestecă diverse ingrediente cu orez,  toate acestea sunt gătite folosind metoda dami, adică preparea într-o singură oală.
Următoarele sunt o serie de preparate tradiționale iraniene pe bază de orez:
| Sabzi polow : Orez cu ierburi tocate, de obicei servit cu pește . | Lubia polow : Orez cu fasole verde și carne tocată.                 | Albalu polow : Orez cu vișine și felii de pui sau carne roșie. | Morasa polow: Orez "bijuteriat" cu afine, fistic, stafide, morcovi, coajă de portocală și migdale. |
| Shirin polow : Orez cu morcovi dulci, stafide și migdale.         | Adas polow: Orez cu linte, stafide și curmale.                      | Baqali polow: Orez cu fasole și buruieni de mărar .            | Dampokhtak: Orez turmeric cu fasole lima .                                                         |
| Tachin : prăjitură cu orez, inclusiv iaurt, ou și file de pui.    | Quabili polow : Orez cu stafide, morcovi și carne de vită sau miel. | Kalam Polow: Orez cu varză și diferite ierburi.                | Zereshk Polow: Orez cu berberis și șofran.                                                         |

#### Alte mâncăruri
| Kuku : ouă bătute împăturite cu ierburi sau cartofi.                                   | Kotlet : Amestec de carne de vită prăjită, piure de cartofi și ceapă .       | Salată Olivier : amestec de cartofi, ouă, mazăre și pui tăiat cubulețe (sau cârnați), îmbrăcat cu maioneză . | Caviar : ouă de pește vindecate cu sare. |
| Dolme : Ardei umpluți sau frunze de viță de vie .                                      | Kufte : perisoare sau chiftele feluri de mâncare.                            | Zaban: Limbă de vită.                                                                                        | Pache : părți fierte de vacă sau oaie; cunoscut și sub numele de khash .                                                                                  |
| Pirashki (pirozhki): chifle la cuptor sau prăjite umplute cu o varietate de umpluturi. | Sosis bandari : Cârnați tradiționali cu ceapă, pastă de roșii și ardei iute. | Nargesi : Un tip de omletă cu spanac.                                                                        | Sirabij : Un tip de omletă de usturoi. |
| Gondi : mâncare evreiască iraniană de chiftelă .                                       | Pizza iraniană : o pizza iraniană tipică.                                    | Dopiaza : curry tradițional Shiraz preparat cu o cantitate mare de ceapă.                                    | Joshpara : azere găluște umplute cu carne. |
| Shenitsel : Carne prăjită.                                                             | Tomate omletă : Un fel de mâncare din ouă și roșii.                          | Jaqur-Baqur: Un fel de mâncare din inimă, ficat și rinichi de oaie.                                          | Biryan: Un fel de mâncare tradițional din Isfahan, făcut din carne tocată, grăsime, ceapă, scorțișoară, șofran, nucă și mentă, servită cu plămâni coapte. |

### Aperitive
| Torshi : Salată mixtă de murături.                     | Salată Shirazi : Castraveți, roșii și ceapă tocate cu verjuice și puțin suc de lămâie. | Borani : Iaurt cu spanac și alte ingrediente.            | Mast o khiar : iaurt strecurat cu castravete, usturoi și mentă . |
| Sabzi ( verdeață ): ierburi proaspete și legume crude. | Zeytun parvarde: Măsline într-o pastă făcută din rodie, nucă și usturoi.               | Mirza Qasemi : Vinete la grătar cu ou, usturoi și roșii. | Kashk e bademjan : Amestec de kashk, vinete și mentă.            |

### Deserturi
În 400 î.Hr., vechii iranieni au inventat o mâncare specială, rece, făcută din apă de trandafiri și tăiței de tip vermicelli, care era servită regalității în timpul verii..Gheața a fost amestecată cu șofran, fructe și diverse alte arome. Astăzi, unul dintre cele mai faimoase deserturi iraniene din  de tăiței semi-înghețat cunoscut sub numele de falude, care își are rădăcinile în orașul Shiraz, o fostă capitală a țării.  Bastani-e zaferani, sau bastani-e sonnati, expresia persană pentru „înghețată cu șofran”, sau „înghețată tradițională”. Alte deserturi iraniene tipice includ mai multe tipuri de orez, grâu și deserturi lactate.
Următoarea este o listă cu mai multe deserturi iraniene.
| Fereni : Budinca de orez dulce aromata cu apa de trandafiri .                         | Sholezard : desert pe bază de orez șofran.                  | Halva : Făină și unt de grâu, aromatizate cu apă de trandafiri.           | Bastani e zaferani : înghețată cu șofran.                |
| Fals : Vermicele amestecate într-un sirop semicongelat de zahăr și apă de trandafiri. | Sarshir : Produs lactat cremos similar cu crema coagulată . | Liqvan și feta : brânză cu caș salat, consumată de obicei la micul dejun. | Samanu : Grâu germinat, de obicei servit pentru Nowruz . |

### Gustări
Prăjiturile par să fi avut originea în Iranul secolului al VII-lea, la scurt timp după ce utilizarea zahărului a devenit relativ comună în Iran. Există numeroase tipuri tradiționale native ca gustări în Iranul modern, dintre care unele sunt listate în tabelul următor.
| Koluche : cookie-uri, cu producție majoră în Fuman și Lahijan .                       | Bamie : Aluat prăjit înmuiat în sirop de zahăr.        | Baqlava : Produse de patiserie din filo, nuci și sirop de zahăr. | Reshte khoshkar : Făină de orez prăjită și condimentată și nucă.        |
| Nuga și gaz : Din zahăr, nuci și albuș de ou .                                        | Sohan : Bomboane șofran fragile cu nuci.               | Asali Sohan : casant bomboane cu miere.                          | Nan-e berenji : fursecuri cu făină de orez.                             |
| Tabrizi Lovuez : în formă de diamant, realizat din pudră de migdale, zahăr și șofran. | Nokhodchi : fursecuri de naut.                         | Qottab : Produse de patiserie umplute cu migdale.                | Kolompe : Plăcintă din curmale și cardamom .                            |
| Nabat chubi : bomboane de piatră, aromatizate în mod obișnuit cu șofran în Iran.      | Pashmak : vată de zahăr.                               | Amestec de trasee : fructe uscate, cereale și nuci .             | Brânză de gutui : Din gutui și zahăr.                                   |
| Ajil e Moshkel-gosha : Mix tradițional de trasee pentru Nowruz .                      | Gush e fil : Aluat acoperit cu zahăr pudră cu fistic . | Poolaki : bomboane subțiri din zahăr, apă și oțet alb.           | Baslogh: Produse de patiserie din sirop de struguri, amidon și migdale. |

### Băuturi

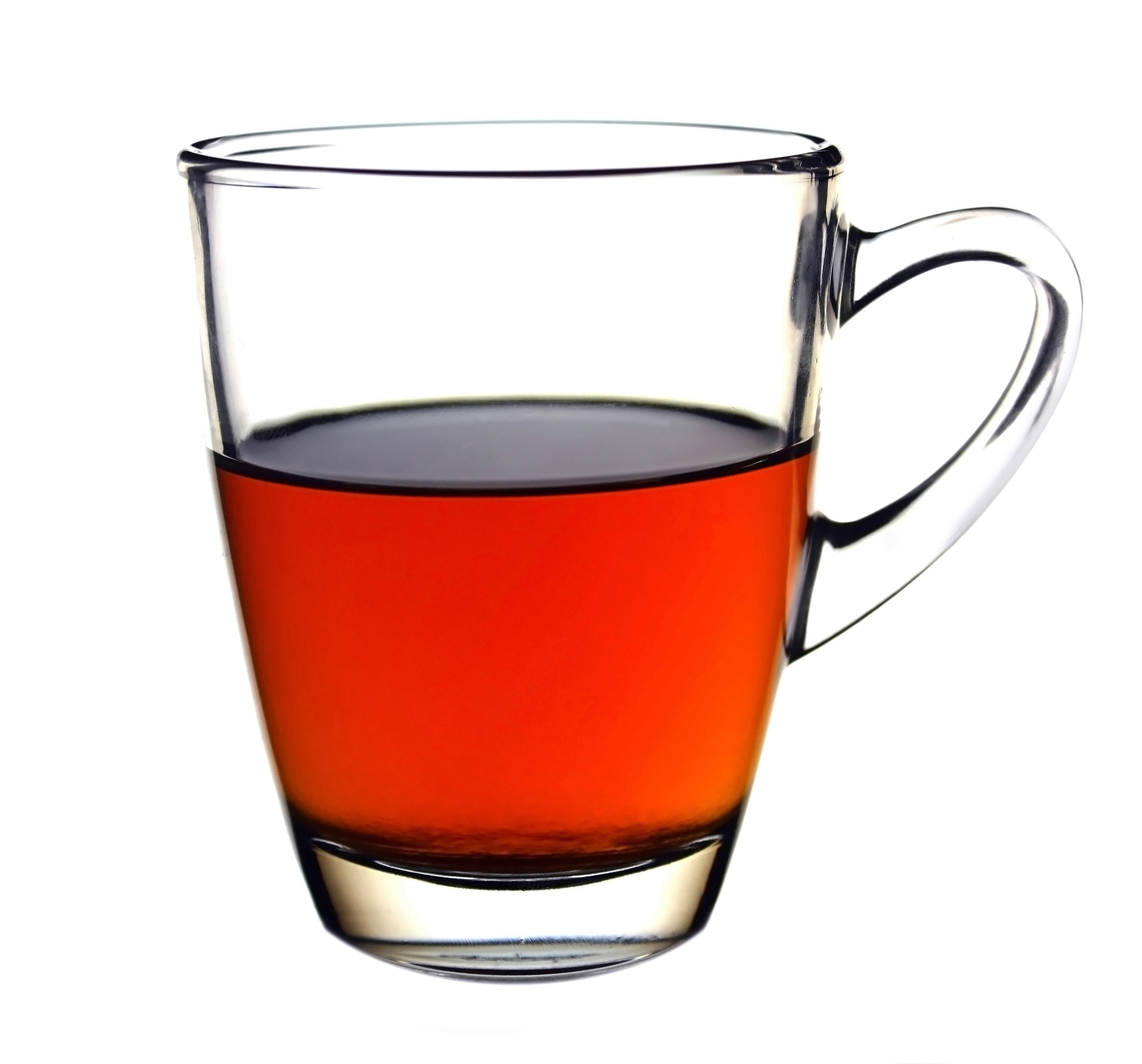
O ceașcă de ceai negru

Iranul este unul dintre cei mai mari producători de ceai din lume cultivat în cea mai mare parte în regiunile sale de nord. În cultura iraniană, ceaiul ( čāy ) este consumat la scară largă și este de obicei primul lucru oferit oaspeților. Iranienii pun în mod tradițional o bucată de cub de zahăr în gură înainte de a bea ceaiul. Bomboanele tari sunt, de asemenea, utilizate pe scară largă, de obicei aromate cu șofran .

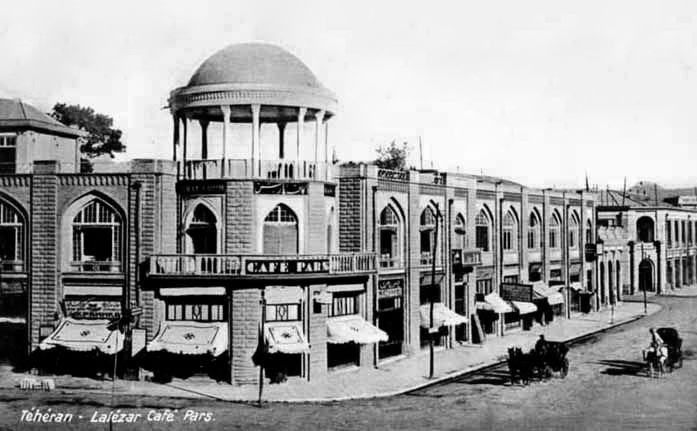
Café Pars, Teheran (1936)

Cafeaua tradițională a Iranului ( qahve, sau kāfe ) este servită tare și dulce. În Iranul Safavid din secolul al XVI-lea, cafeaua a fost inițial folosită în scopuri medicale în cadrul societății.Cafenelele tradiționale erau adunări populare, în care oamenii beau cafea, fumau tutun și recitau poezie - în special poeziile epice ale lui Shahnameh .În Iranul actual, cafenelele sunt la modă mai ales în zonele urbane, unde sunt servite o varietate de preparate și deserturi. Cafeaua turcească este, de asemenea, populară în Iran, mai precis printre azerii iranieni .
Următorul tabel enumeră mai multe băuturi reci iraniene.
| Doogh : băutură rece de iaurt.                       | Suc de rodie                                         | Suc de morcovi, amestecat uneori cu înghețată .                        | Khakshir: băutură dulce rece cu semințe Descurainia sophia.                     |
| Sekanjebin : băutură rece făcută din miere și oțet . | Aragh sagi : Un tip de băutură alcoolică distilată . | Sharbat : băutură rece și dulce făcută din fructe sau petale de flori. | Vin Shiraz : Vin produs din struguri Shiraz din jurul orașului Shiraz din Iran. |

## Structura

### Mese

#### Mic dejun
Micul dejun tradițional iranian de bază constă dintr-o varietate de pâini plate, cuburi de unt, brânză albă, smântână grasă (sarshir; adesea îndulcită cu miere) și o varietate de gemuri și tartine de fructe.

#### Prânz și cină
Gătitul tradițional iranian se face în etape, uneori având nevoie de ore de pregătire și atenție. Rezultatul este un amestec bine echilibrat de ierburi, carne, fasole, produse lactate și legume. Principalele capse de mâncare iraniană care sunt consumate de obicei la fiecare masă includ orez, diverse ierburi, brânză, o varietate de pâini plate și un anumit tip de carne (de obicei păsări de curte, carne de vită, miel sau pește ). Mâncarea cu sos peste orez este de departe cel mai popular fel de mâncare, iar prepararea acestora variază în funcție de regiune.